# 三之助
三之助 （さんのすけ）とは、若手歌舞伎役者の市川新之助・尾上菊之助・尾上辰之助の三人の通称。

## 元祖・三之助

### 称された歌舞伎俳優
六代目市川新之助（のちの十二代目市川團十郎）
1946年（昭和21年）生まれ。1958年（昭和33年）5月から1969年（昭和44年）10月まで新之助を名乗る。
四代目尾上菊之助（現・七代目尾上菊五郎）
1942年（昭和17年）生まれ。1965年（昭和40年）5月から1973年（昭和48年）9月まで菊之助を名乗る。
初代尾上辰之助
1946年（昭和21年）生まれ。1965年（昭和40年）5月から1987年（昭和62年）3月28日に死去するまで辰之助を名乗る。

### 概要
昭和40年代、六代目市川新之助（のちの十二代目市川團十郎）、四代目尾上菊之助（現・七代目尾上菊五郎）、初代尾上辰之助（死後、三代目尾上松緑を追贈）の三人をこう呼んだ。この三人が特にこう呼ばれたのは、
1. 若手の役者
2. 名前にいずれも「之助」がつく
3. 1940年代生まれで、ほぼ同年代
4. それぞれの父が菊五郎劇団ゆかりの大立者（十一代目市川團十郎、七代目尾上梅幸、二代目尾上松緑、ただし團十郎は菊五郎劇団には属さず、客分として多く出演していた）
5. 互いに特に親しい友人同士であった

こともある。なお新之助と辰之助は父が兄弟（長兄と末弟）であるために従兄弟にあたる。
加えて三之助は、明るく大らかな新之助、二枚目で瀟洒な菊之助、男くさく向う気の強い辰之助というキャラクターの取合せがよく、また歌舞伎の舞台でも、荒事・二枚目役が新之助、女形が菊之助（後に立役を兼ねるようになり、現在ではこちらが主）、世話物や踊りが辰之助とそれぞれ性格の異った役者であったために、自然と競演の機会も多く、これらが人気を高めるのに役立った。『週刊平凡』1966年9月1日号では「御曹司トリオの素顔を比較すると 人気は菊之助　男らしさは辰之助　美貌は新之助」の見出しでそれぞれの魅力を評した。
この三之助にはさまざまなゴシップがつきまとったが、有名なのは喧嘩売りの噂。京都の裏路地を三人で歩いていると、向こうからやってくる相手に菊之助がまず喧嘩を売り、次に辰之助が一発くらわせて逃げ、最後に逃げ遅れた新之助が殴り返される、というもの。真偽のほどは定かではないが、いかにも三人の性格をよく捉えた話である。
ブームは1965年（昭和40年）5月の菊之助・辰之助同時襲名ごろからが興りはじめ、同年11月10日に新之助の父・十一代目市川團十郎の急死によって後盾を失った新之助を、菊之助と辰之助が支える姿に同情が寄せられたこともあって、「三之助」という言いまわしとその人気は不動のものとなった。このブームは単に一部の好劇家にとどまらず、若い世代の女性に歌舞伎役者のファン層が伸び、しきりに危機が叫ばれていた昭和歌舞伎が息を吹き返し興行界に確固たる地位を占めるに至った経過に一役買った点からも非常に重要である。
演劇誌では『テアトロ』1966年4月号に「新之助・菊之助・辰之助の持っている片鱗」のタイトルで三人を評し、『アサヒグラフ』1966年4月8日号では「菊・辰・新　三之助売出す」のコピーと共に三人の写真が表紙を飾った。歌舞伎専門誌の『演劇界』では、1967年11月号に「三之助大活躍」、1968年3月号に「三之助のわかわかしさ」とその活躍ぶりが記され、1983年7月号では「三之助のころ」と当時を回顧する記事が掲載されている。芸能誌の『週刊明星』でも、1966年5月1日号、1966年9月18日号、そして1969年2月23日号でそれぞれ三人が掲載されている（なお三人の掲載順はすべて異なる）。また女性誌では『主婦と生活』1967年3月号に「新春歌舞伎三之助勢揃い」の記事が確認できる。
ブームの最中、菊之助は1966年（昭和41年）に『源義経』で大河ドラマ主演、翌1967年（昭和42年）に『桃太郎侍』で民放ドラマ主演と『佐々木小次郎』での映画主演を果たし、映像でも活躍した。
1969年（昭和44年）に新之助が十代目市川海老蔵を襲名し、1973年（昭和48年）に菊之助が七代目尾上菊五郎を襲名したことにより「三之助」は自然解消となった。また1987年（昭和62年）に辰之助が40歳の若さで急死してからは半ば伝説的な存在になりつつあったが、平成に入ってそれぞれの息子によって「三之助」が復活した（後述）。
なお、このブームを「初代三之助」とし、その期間を1965年～1969年の間と明確にして報じた例もある。

## 平成の三之助（新・三之助）

### 称された歌舞伎俳優
七代目市川新之助（現・十三代目市川團十郎）
1977年（昭和52年）生まれ。1985年(昭和60年)5月から2004年（平成16年）4月まで新之助を名乗る。
五代目尾上菊之助（現・八代目尾上菊五郎）
1977年（昭和52年）生まれ。1996年（平成8年）5月から2025年（令和7年）4月まで菊之助を名乗る。
二代目尾上辰之助（現・四代目尾上松緑）
1975年（昭和50年）生まれ。1991年（平成3年）5月から2002年（平成14年）4月まで辰之助を名乗る。

### 概要
平成に入ってから、七代目市川新之助（現・十三代目市川團十郎）、五代目尾上菊之助（現・八代目尾上菊五郎）、二代目尾上辰之助（現・四代目尾上松緑）の三人をこう呼んだ。
菊之助が襲名した1996年（平成8年）以降、新たな「三之助」として注目された。『アサヒグラフ』1996年5月17日号では「新三之助時代　始まる」のコピーとともに三人の洋装の写真が、『ノーサイド』1996年6月号では「歌舞伎の新時代」のコピーとともに三人の和装の写真が、それぞれ表紙を飾ると同時に特集記事が組まれた。『文藝春秋』1996年10月号で「"三之助"ブーム再来の立役者 尾上菊之助」の見出しで紹介された。
さらに『演劇界』1997年4月号以降「三之助」を見出しとする記事がある。同誌における見出し表現としては、1997年4月号に「三之助」、1997年6月号に「花の三之助」、1997年9月号に「新“三之助”」、1998年8月号に「三之助」、そして1999年7月号に「平成の三之助」とある。 この他、朝日新聞1996年4月19日（芸能面）では「歌舞伎に新「三之助」時代くるか　新菊之助・新之助・辰之助に聞く」の見出しで三人に取材した。
ブームが沸騰したのは2000年（平成12年）の歌舞伎座興行『源氏物語』に、新之助が祖父ゆずりの光源氏を、菊之助が紫の上を、辰之助が頭中将を演じて話題になってから。
2002年（平成14年）に辰之助が四代目尾上松緑を、2004年（平成16年）に新之助が十一代目市川海老蔵を襲名したことによって事実上「平成の三之助」も解消した。その後もこの三名が共演する舞台は多く、2022年（令和4年）11月の歌舞伎座吉例顔見世大歌舞伎「十三代目市川團十郎襲名披露興行」で上演された助六由縁江戸桜は海老蔵改め十三代目團十郎の助六、菊之助の揚巻、松緑の意休という配役だった。なお、三名とも男児に恵まれ、それぞれ八代目市川新之助（2013年生）、六代目尾上菊之助（2013年生）、三代目尾上左近（2006年生）である。